# 林月琴 (臺灣)
林月琴（1965年9月4日—)，台灣社會運動人士、現任立法委員，行政院兒童及少年福利與權益推動小組委員，靖娟兒童安全文教基金會前執行長，東吳大學社會工作學系兼任助理教授、民主進步黨籍。
投身社福工作逾三十年，推動幼童專用車車體法規修正、兒童防墜條款入法、建立幼兒園兒虐通報處理 SOP;倡議 落實兒童權利公約、特殊需求兒少權益，並積極推動 18 歲公民權修憲複決等。其努力讓她獲得「教育部社會教育貢獻獎個人獎」、「內政部社會工作專業人員特殊貢獻獎」、「社會服務人權服務獎」肯定。

## 生平
林月琴出生於台灣苗栗縣的客家家庭。1994年，為了紀念在健康幼稚園火燒車事件喪生的老師林靖娟，受難者家屬以及社會熱心人士共同發起成立了靖娟基金會，林月琴自2002年起擔任其執行長。林月琴也是臺灣少年權益與福利促進聯盟(台少盟)理事長，社工師公會理事長，及公民參與媒體改造聯盟召集人
林月琴女士藉由連結各社福團體倡議兒童安全的成功經驗，凝聚更多社福團體共同合作，催生創立臺灣兒童權益聯盟，並自2018年起擔任臺灣兒童權益聯盟理事長，面對數位時代對兒少的影響，2019年接下公民參與媒體改造聯盟，在2020年起擔任台灣少年權益與福利促進聯盟理事長，連結團體互動與動力，也更開拓其在社福工作的投入領域及付出。 
林月琴在靖娟基金會長期關注兒童交通、遊戲與居家安全，也成立OK繃兒童服務中心，協助因為事故、不當對待事件，而導致身心受到傷害的孩子與家庭。曾推動《道路交通安全管理規則》修法，在2002年成功修改幼童專用車的座位設計。她為避免兒童墜樓，推動修改《公寓大廈管理條例》等法規。她也在台少盟持續關心逆境少年，支持他們的就業、就學。

## 從政生涯
2024年1月13日，林月琴代表民進黨，當選全國不分區立法委員。積極推動保障兒少權利，落實兒童權利公約，彙整民間團體的力量組專案小組一起促成修法。

## 議題倡導

### 兒少權益維護
為了兒童權利公約的落實，與許多兒少、婦女、家庭及人權團體共同合作，依據不同的兒童權利議題，彙整民間團體的力量組專案小組一起促成修法。
關注被忽略基本權益的兒少及家庭，與兒少團體共同提出特殊需求兒少相關法規及政策，並為特殊需求兒少被不當安置發聲。
在替代性照顧議題的著墨既深且廣，除了邏輯性的蒐集資訊、歸納問題外，從各縣市細緻的補助費用到國家級的政策規劃，並提出國内在現況下提供高品質的替代性照顧服務的策 略及應避免的作為。
無法對受暴力侵害兒少(如:在幼托機構受害的嬰幼兒、因生活及學習壓力痛苦不已的少年等)視而不見，提出幼照法、教保服務人員條例修正，也參與教保相關人員違法事件調查處理辦法的訂定，並在性平、霸凌、不當對待認定等各種委員會捍衛兒少權益。
關心「兒少數據資料庫」、「兒少預算」等問題，彙整民間團體的力量組建專案小組，召開會議、辦理世界咖啡館凝聚共識。
面對網路世代的新興問題，積極參與NCC數位中介法公聽會、提升本國自製兒少節目時數座談會、IWIN多方利害關係人會議等，也召開網路安全公聽會、座談會，持續爭取兒少數位權益，並努力推動發展適當準則，以保護兒童免於在網路上受到傷害。

### 兒童安全倡議
修訂幼童專用車輛車身各部規格，讓傷亡下降70%，以保障孩子乘坐接送車輛的安全性。
修訂大客車逃生相關法規，讓安全門增加，逃生系統完備，並將滅火器納入大客車定期檢驗。
推動自行車附載幼兒法規命令，主張附載孩童的自行車應規範車型及提升車體安全，並納入強制檢驗項目。
修訂兒童乘坐小客車安全座椅各項規定，且成功推動2歲以下幼兒皆應乘坐後向式安全座椅，並透過醫療體系、社區宣導，讓兒童乘坐安全座椅的量增加。
督促經濟部標檢局修訂國家標準兒童遊戲設施之標準，並參與社家署的兒童遊戲場管理規範，以保障兒童的遊戲安全。
參與經濟部檢驗局兒童相關用品標準的訂定，以確保兒童生活用品的安全性。
督促營建署修訂建築技術規則、公寓大廈管理條例，讓陽台、窗台符合兒童需求，並將兒童防墜條款入法，協調門窗製造廠商加裝安全裝置，降低兒童居家墜落事故發生。
將兒少安全權推入「兒童及少年福利與權益保障法」，讓臺灣法令與國際兒童權利公約的內涵接軌。 

### 青少年政策投資
擔任「18歲公民權推動聯盟」召集人，結合靑少年團體及學生組織，共同推動18歲公民權 修憲複決案。
辦理「逆風少年大步走計畫」，幫助逆風少年因應就業時面臨的情緒問題，也協助他們適應就業環境。
關注靑少年自殺率問題，提出應積極規劃提高心理諮詢的可近性，增設相關心理衛生中心，攜手守護靑少年的心理健康。
呼籲各縣市政府應成立靑年局，輔導靑年就業、創業及社團活動，鼓勵靑少年參與公共 事務、重視靑少年人力資源與運用。
要求地方政府盤點靑少年活動空間，力促規劃靑少年休閒娛樂、展演空間，以保障靑少 年遊戲育樂與運動休閒權。 

### 弱勢權益保障
104年成立OK繃兒童服務中心，為OK繃小孩及其家庭提供心理支持輔導、法律諮詢、 醫療照顧評估、行政倡議與權益倡導的服務。
85年起承辦臺北市福安兒童服務中心，在社區長期服務經濟弱勢的家庭，為孩子連結各種資源，提供課後照顧服務並陪伴完成功課、安排團體互動，累積孩子的優勢和自信。

## 事件
2023年底，高雄市社會工作人員職業工會指控靖娟兒童安全文教基金會未依法給予社工足額年終獎金。執行長林月琴在受訪時表示，「感謝工會為社工權益發聲，未來任職立委在政治上願受高規格檢驗，但希望各界別因政治因素，抹煞基金會對保護兒童的努力。」

## 著作與研究

### 安全領域
- 台北市幼稚園安全管理實務手冊
- 兒童安全教學小百科
- 台北市幼童專用車管理方案實施評估研究
- 靖娟兒童安全文教基金會兒童創傷服務之探索性研究
- 幼托機構安全概念與管理措施
- 兒童事故傷害司法判決歷程與結果初探
- 兒少安全現況報告
- 教育部國民及學前教育署補助各縣(市)政府汰換『幼童專用車』可行性分析評估報告
- 五都十七縣後的兒童安全挑戰
- 我國公園附設兒童遊戲場現況調查及需求分析研究
- 交通部「109年研訂各學習階段交通安全基本能力計畫」
- 臺北市學生交通車違規與管理之初探
- 交通部「110年各學習階段交通安全課程模組計畫」

### 家庭照顧領域
- 另類單親-女性受刑人攜子入監支持網絡之探析博士論文
- 繼親家庭親子關係與子女生活適應友伴關係之研究碩士論文
- 職業婦女與居家婦女對男性外遇的態度（變調的樂章/外遇問題探討）
- 棄嬰留養制度與現況調查之研究
- 台北市戶政服務效能之評估研究
- 嬰幼兒保育實務
- 兒童及少年安置機構中性侵害加害行為之探討
- 女性受刑人家庭系統影響攜子入監決意因素之研究
- 嬰幼兒保育實務第四篇

### 發表投書
- 展望新興科技導入學校交通安全教育之作法
- 幼托兒虐頻傳:別讓家長自己當柯南，如何強化制度防弊?
- 比起催生改善兒童事故高死亡率更為急迫
- 心照不宣的灰色地帶(上):補習班兼營幼兒照顧，遊走在合法與非法之間
- 心照不宣的灰色地帶(下):隨著凌虐幼童案，爭議多年的《補習及進修教育法》重新浮上檯面
- 幼托裁罰公告名單近一年未更新，影響家長知的權利，間接危害幼童安全
- 誰來看護娃娃車裡的孩子
- 林月琴:如何辨識殺子自殺事件因素

## 選舉紀錄
| 年度 | 選舉屆數             | 選舉區                                 | 所屬政黨   | 得票數    | 得票率 | 當選標記 | 備註 |
| ---- | -------------------- | -------------------------------------- | ---------- | --------- | ------ | -------- | ---- |
| 2024 | 第十一屆立法委員選舉 | 全國不分區及僑居國外國民立法委員選舉區 | 民主進步黨 | 4,982,062 | 36.16% |          |      |

## 外部連結
- 靖娟兒童安全文教基金會官方網站 （页面存档备份，存于）
- 林月琴Facebook粉絲團